# تايلر براون
تايلر براون هو لاعب هوكي الجليد كندي، ولد في 7 فبراير 1990 في واسغا بيتش في كندا.

## وصلات خارجية
- تايلر براون على موقع دوري الهوكي الوطني (الإنجليزية)
- تايلر براون على موقع EliteProspects.com (الإنجليزية)
- تايلر براون على موقع Eurohockey.com (الإنجليزية)
- تايلر براون على موقع HockeyDB.com (الإنجليزية)